# Liste der Baudenkmäler in Pemfling

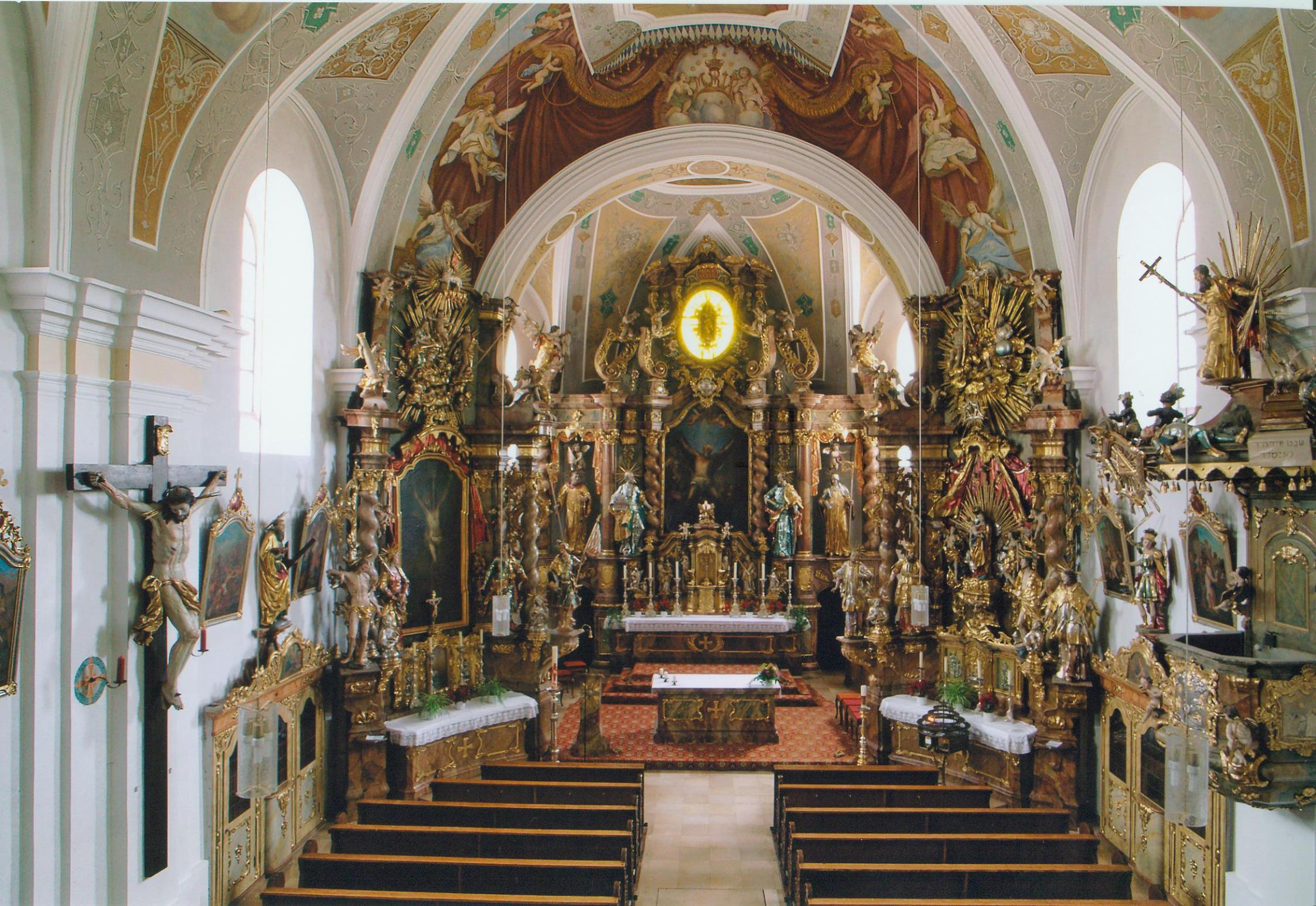
Innenraum von St. Andreas in Pemfling

Auf dieser Seite sind die Baudenkmäler in der Oberpfälzer Gemeinde Pemfling zusammengestellt. Diese Tabelle ist eine Teilliste der Liste der Baudenkmäler in Bayern. Grundlage ist die Bayerische Denkmalliste, die auf Basis des Bayerischen Denkmalschutzgesetzes vom 1. Oktober 1973 erstmals erstellt wurde und seither durch das Bayerische Landesamt für Denkmalpflege geführt wird. Die folgenden Angaben ersetzen nicht die rechtsverbindliche Auskunft der Denkmalschutzbehörde.

## Baudenkmäler nach Ortsteilen

### Pemfling
| Lage                        | Objekt                                | Beschreibung | Akten-Nr.     | Bild                 |
| --------------------------- | ------------------------------------- | --- | ------------- | -------------------- |
| Hauptstraße 6 (Standort)    | Waldlerhaus                           | Eingeschossiger und giebelständiger Blockbau mit Flachsatteldach und Kniestock, frühes 18. Jahrhundert, Kniestock und Flachsatteldach nach Umbau 1. Hälfte 19. Jahrhundert, in der 2. Hälfte 19. Jahrhundert Blockbauteil der Westseite durch Mauerwerk ersetzt; Stadel, traufständiger Ständerbau, nach 1800, mit eingebautem Getreidekasten, bezeichnet mit 1857 | D-3-72-146-2  | BW                   |
| Hauptstraße 9 (Standort)    | Bauernhof, Wohnstallhaus              | Eingeschossiger und giebelständiger Satteldachbau mit Kniestock, bezeichnet mit 1898; Stadel, traufständiger Ständerbau und vorgestellter Getreidekasten in Blockbauweise mit Satteldach, Anfang 19. Jahrhundert | D-3-72-146-32 | BW                   |
| Kalvarienberg (Standort)    | Kalvarienbergkapelle                  | Saalbau mit abgewalmtem Satteldach und Dachreiter, neugotisch, 1898 | D-3-72-146-13 | Kalvarienbergkapelle |
| Kirchplatz 1 (Standort)     | Katholische Pfarrkirche St. Andreas   | Halbrund schließender Saalbau mit abgewalmtem Satteldach, Fassadenturm mit Zwiebelhaube und Pilastergliederung, spätbarock, 1727–36 von Wolf Gallus; mit Ausstattung | D-3-72-146-7  | weitere Bilder       |
| Kirchplatz 6 (Standort)     | Pfarrhof                              | Zweigeschossiger und traufständiger Halbwalmdachbau, 1676 | D-3-72-146-10 | weitere Bilder       |
| Kirchplatz 12 (Standort)    | Schloss                               | Einbezogene Reste des spätgotischen Schlossbaus, mit Fenstergewänden des 16. Jahrhunderts an der Hofseite des Vorderhauses und im Rückgebäude | D-3-72-146-31 | weitere Bilder       |
| Nähe Hauptstraße (Standort) | Schleifschalenstein                   | Mit 20 Schalen, Granit | D-3-72-146-5  | Schleifschalenstein  |
| Nähe Hauptstraße (Standort) | Breu-Kapelle                          | Rechteckbau mit Pyramidendach, angeblich frühes 18. Jahrhundert; mit Ausstattung | D-3-72-146-4  | Breu-Kapelle         |
| Nähe Hauptstraße (Standort) | Steinkreuz, sogenanntes Hussitenkreuz | Lateinische Form, Granit, spätmittelalterlich | D-3-72-146-8  | weitere Bilder       |
| Wagnergasse 3 (Standort)    | Wohnstallhaus                         | Eingeschossiger und traufständiger Flachsatteldachbau mit Blockbau-Kniestock um 1800, Stallgewölbe 2. Hälfte 19. Jahrhundert | D-3-72-146-33 | BW                   |

### Albersdorf
| Lage                    | Objekt                            | Beschreibung | Akten-Nr.     | Bild |
| ----------------------- | --------------------------------- | --- | ------------- | ---- |
| Albersdorf 8 (Standort) | Katholische Nebenkirche St. Maria | Giebelständiger und abgewalmter Satteldachbau mit eingezogener Apsis und Dachreiter mit Zwiebelhaube, 1851; mit Ausstattung | D-3-72-146-14 | BW   |

### Au
| Lage            | Objekt     | Beschreibung                                                    | Akten-Nr.     | Bild |
| --------------- | ---------- | --------------------------------------------------------------- | ------------- | ---- |
| Au 2 (Standort) | Hofkapelle | Abgewalmter Satteldachbau mit Dachreiter und Zwiebelhaube, 1863 | D-3-72-146-30 | BW   |

### Elsing
| Lage                           | Objekt      | Beschreibung | Akten-Nr.     | Bild           |
| ------------------------------ | ----------- | --- | ------------- | -------------- |
| Elsing 2; Elsing 2a (Standort) | Waldlerhaus | Eingeschossiger und giebelständiger Satteldachbau mit Blockbau-Kniestock und verschaltem Giebelschrot, Mitte 19. Jahrhundert | D-3-72-146-16 | weitere Bilder |

### Engelsdorf
| Lage                     | Objekt                                  | Beschreibung | Akten-Nr.     | Bild |
| ------------------------ | --------------------------------------- | --- | ------------- | ---- |
| Engelsdorf 1 (Standort)  | Ehemaliger Schnadererhof, Wohnstallhaus | Eingeschossiger und traufständiger Blockbau mit Flachsatteldach, Giebelschrot und geschnitzten Säulen, bezeichnet mit 1789; Getreidekasten, giebelständiger Blockbau mit Flachsatteldach auf Bruchsteinunterbau, wohl 1. Hälfte 19. Jahrhundert; Austragshaus, zweigeschossiger und giebelständiger Flachsatteldachbau mit Giebelschrot, wohl 1. Hälfte 19. Jahrhundert; Scheune mit hölzerner Remise, Ständerbauten mit Satteldächern, wohl 1. Hälfte 19. Jahrhundert; Hoftor, zwei Pfeiler mit profilierten Deckplatten und Kugelaufsätzen, 19. Jahrhundert | D-3-72-146-17 | BW   |
| In Engelsdorf (Standort) | Dorfkapelle                             | Giebelständiger Satteldachbau mit Dachreiter, Neubau 1910 | D-3-72-146-18 | BW   |

### Grafenkirchen
| Lage                      | Objekt                                   | Beschreibung | Akten-Nr.     | Bild                 |
| ------------------------- | ---------------------------------------- | --- | ------------- | -------------------- |
| Jakobstraße 7 (Standort)  | Katholische Kuratiekirche St. Laurentius | Saalbau mit eingezogenem Chor, Sattel- und Walmdach, Westturm mit Zwiebelhaube und Pilastergliederungen, Chor 14. Jahrhundert, Langhaus und Westturm 1. Hälfte 18. Jahrhundert; mit Ausstattung; Restabschnitt der Friedhofsummauerung, Granitbruchsteinmauer, 18. Jahrhundert | D-3-72-146-19 | weitere Bilder       |
| Jakobstraße 9 (Standort)  | Ehemaliges Schulhaus                     | Zweigeschossiger und traufständiger Satteldachbau mit verschindeltem Blockbau-Obergeschoss, 18. Jahrhundert, Umbau spätes 19. Jahrhundert | D-3-72-146-20 | Ehemaliges Schulhaus |
| Jakobstraße 11 (Standort) | Kramerhäusl                              | Zweigeschossiger und giebelständiger Krüppelwalmdachbau mit Blockbau-Obergeschoss mit Schroten, 18. Jahrhundert | D-3-72-146-21 | Kramerhäusl          |

### Kager
| Lage                | Objekt                                         | Beschreibung | Akten-Nr.     | Bild           |
| ------------------- | ---------------------------------------------- | --- | ------------- | -------------- |
| Kager 7 (Standort)  | Gasthaus und Waldlerhaus                       | Eingeschossiger und giebelständiger Blockbau mit Flachsatteldach, gemauerter Eckstube und Giebelschrot, 18./19. Jahrhundert | D-3-72-146-23 | weitere Bilder |
| Kager 20 (Standort) | Scheune, Nebengebäude des ehemaligen Schlosses | Ehemaliges Nebengebäude des abgegangenen Hofmarkschlosses Kager, zweigeschossiger Bruchsteinbau, wohl 2. Hälfte 17. Jahrhundert, mit Satteldach, 1801 (dendrochronologisch datiert), seit dem 19. Jahrhundert zur Wohnnutzung im Inneren verändert; östlich anschließender Stadel, wohl 18. Jahrhundert, mit heute dazugehörigem Gewölbekeller, Bruchstein, 15. Jahrhundert, Teil einer ehemals größeren und zum Haupthaus der Hofmark gehörigen Kelleranlage. | D-3-72-146-35 | weitere Bilder |

### Löwendorf
| Lage                   | Objekt                               | Beschreibung                                                                       | Akten-Nr.     | Bild |
| ---------------------- | ------------------------------------ | ---------------------------------------------------------------------------------- | ------------- | ---- |
| Gartenweg 2 (Standort) | Katholische Nebenkirche St. Wolfgang | Traufständiger und abgewalmter Satteldachbau mit Dachreiter, 1932; mit Ausstattung | D-3-72-146-24 | BW   |

### Pitzling
| Lage                   | Objekt                              | Beschreibung | Akten-Nr.     | Bild                                |
| ---------------------- | ----------------------------------- | --- | ------------- | ----------------------------------- |
| Fuchsbühl (Standort)   | Steinkreuz                          | Lateinische Form mit verstümmelten Armen, Granit, wohl spätmittelalterlich                                                 | D-3-72-146-26 | BW                                  |
| Hofbühl (Standort)     | Gefallenendenkmal                   | Ädikula mit Inschrifttafel auf Sockel, mit Einfriedung, Granit und Schmiedeeisen, bezeichnet mit 1916                      | D-3-72-146-27 | Gefallenendenkmal                   |
| In Pitzling (Standort) | Katholische Nebenkirche Hl. Familie | Traufständiger und abgewalmter Satteldachbau mit eingezogener Apsis und Dachreiter, Schieferdeckung, 1912; mit Ausstattung | D-3-72-146-25 | Katholische Nebenkirche Hl. Familie |

### Rackelsdorf
| Lage                     | Objekt     | Beschreibung | Akten-Nr.     | Bild |
| ------------------------ | ---------- | --- | ------------- | ---- |
| Rackelsdorf 5 (Standort) | Bauernhaus | Eingeschossiger und traufständiger Flachsatteldachbau mit verschindeltem Blockbau-Kniestock, 1. Hälfte 19. Jahrhundert | D-3-72-146-28 | BW   |